# Rogers Communications
Pour les articles homonymes, voir Rogers.
Rogers Communications Inc. ou Rogers est une entreprise canadienne présente dans les télécom et les médias.  Avec Telus, BCE, et Quebecor, elle fait partie des 4 grands opérateurs télécom du Canada.
Rogers contrôle les marques Fido et Chatr.
Par le biais de sa filiale Rogers Wireless, le groupe détient début 2022 un portefeuille de 11 millions de clients mobiles/data.
Par le biais de sa filiale Rogers Cable, il vend aussi la télévision, la téléphonie filaire et internet à 4,7 millions de foyers en Ontario, au New Brunswick et en Terre Neuve.
Par le biais de sa filiale Rogers Media, le groupe détient des chaines de télévision (Sportsnet, City TV, FX Canada, OMNI) et différentes radios (98.1 CHFI, City News 680, Sportsnet 590 The FAN).
Le groupe est enfin présent dans le sport. Rogers détient 100% des Blue Jays de Toronto ainsi que 38% des Maple Leafs de Toronto, Toronto FC, Raptors de Toronto, et Argonauts de Toronto.
Son siège est situé à Toronto.

## Histoire
En juin 2015, Rogers acquiert l'opérateur mobile Mobilicity pour 440 millions de dollars canadiens, en plus de signer l'achat de fréquences à Shaw Communications pour 100 millions de dollars canadiens. Dans le même temps, Rogers vend des fréquences à Wind Mobile, dans le but d'avoir l'aval du gouvernement pour ses acquisitions.
Le 2 septembre 2020, Rogers s'associe à Altice USA pour faire une offre de rachat des actifs canadiens de Cogeco pour 4,9 milliards de dollars canadiens. L'offre est cependant rejetée par Cogeco.
En mars 2021, Rogers annonce l'acquisition de Shaw Communications pour 20 milliards de dollars canadiens soit environ 16 milliards de dollars américains, en plus d'une reprise de dette de 6 milliards de dollars canadiens, ce qui créerait le deuxième plus grand opérateur réseau du Canada, mais un éventuel rejet des autorités de la concurrence est envisagé par les analystes,. En mai 2022, les autorités de la concurrence canadiennes s'opposent aux concessions proposés par les deux groupes.
En juillet 2022, les services internet, le service 911 et les terminaux de paiement raccordés par Rogers ont été interrompus pendant plus de 12 heures à la suite d'une mise à jour de maintenance, et certains clients en ont été affectés pendant plusieurs jours.

### Identité visuelle (logotype)

Logo de Rogers de 1969 à 1986.
Logo de Rogers de 1986 à 2000.
Logo de Rogers de 2000 à 2015.
Logo de Rogers depuis 2015.

## Principaux actionnaires
Au 20 mars 2020.
| Rogers Control Trust                   | 9,78% |
| Royal Bank of Canada                   | 8,32% |
| Beutel, Goodman & Co                   | 5,40% |
| BMO Asset Management                   | 4,06% |
| Thornburg Investment Management        | 3,56% |
| Caisse de dépôt et placement du Québec | 2,72% |
| BlackRock Asset Management Canada      | 2,71% |
| The Vanguard Group                     | 2,49% |
| Fidelity (Canada) Asset Management     | 2,29% |
| Southeastern Asset Management          | 2,21% |